# Escut de Sant Vicent del Raspeig
L'escut de Sant Vicent del Raspeig és un símbol representatiu oficial de Sant Vicent del Raspeig, municipi del País Valencià, a la comarca de l'Alacantí. Té el següent blasonament:
| « | Escut a la espanyola; el cap d'or [en realitat, truncat; primer d'or], amb els quatre pals de gules, que és Aragó, i [segon] de sinople amb dues ferradures d'or, en pal, acompanyades de dues i dues flors d'ametler en el seu color. El tot sobremuntat amb corona reial tancada i, per damunt de la corona, una cinta d'argent amb la divisa «Sequet, però sanet». | » |

## Història
L'escut va ser aprovat mitjançant el Decret 446/1970, de 12 de febrer, publicat en el BOE núm. 47, del 24 de febrer de 1970.
L'aprovació de l'escut va ser gestionada pel regidor José Rodríguez Torregrosa, a partir de l'any 1960. Aquest, junt a l'Ajuntament, proposà primerament un escut diferent, partit, amb les figures de Sant Vicent a l'esquerra i un ametler a la dreta, el lema baix l'escut i per timbre una corona reial oberta, similar a la que té Alacant. Però finalment, el dictamen de la Reial Acadèmia de la Història de 1969 fixà el blasonament actual.
Aquest escut mostra les armes del Regne de València, per haver sigut del reialenc, ja que va pertànyer a la vila reial d'Alacant, de la qual es va independitzar definitivament el 1843. Les flors d'ametler simbolitzen el conreu principal de l'horta santvicentera, mentre que les ferradures són una al·lusió a sant Vicent Ferrer, patró de la vila. Poden recordar la llegenda de la pèrdua de la ferradura de l'ase de fra Vicent en arribar al Raspeig; la ferradura també apareix a les armes dels Ferrer com a senyal parlant. El lema Sequet però sanet reprodueix, segons la llegenda popular, la contesta que el pare Vicent va donar a un llaurador del Raspeig quan aquest li demanava aigua per als camps secs.